# Slæbebåd
Slæbebåd eller bugserbåd er betegnelsen på et specialfartøj der anvendes til at slæbe et skib, en pram eller en anden flydende genstand.
I den maritime verden anvendes også slangudtrykket "slæber" om slæbebåde.

## Opgaver
En slæbebåd kan også skubbe et skib eller en pram med bovfenderen. Nogle slæbebåde er indrettet til at kunne koble mere permanent sammen med en pram og skubbe denne, så slæbebåd og pram tilsammen danner hvad der minder om et skib og omtrent med et skibs manøvreevne.
Ud over den primære opgave er mange slæbebåde – uanset størrelse – typisk også udstyret med kraftige vandkanoner og store projektører, der også gør bådene anvendelige til brandslukning og eftersøgning.
I andre tilfælde har de en lods-platform og kan anvendes til at transportere lodser frem og tilbage.

## Typer
Slæbebåde findes typisk i størrelser fra omkring 50 bruttoregisterton (BRT), med en effekt på omkring 600 kW (som f.eks. Svitzer Svava) og op til 5.500 BRT, med en effekt på omkring 13.500 kW (som f.eks. Maersk Detector.)
Små slæbebåde anvendes f.eks. til at bugsere et skib ind og ud af en dok, mens de lidt større typisk anvendes til at bugsere store skibe ind og ud af havn eller transport af pramme. De helt store bruges typisk til at slæbe borerigge til oliefeltet og til at bjærge grundstødte skibe og havarerede skibe. Udgåede slæbebåde kan også anvendes til undervisning.

## Trækenhed
Anvendte kraftenhed for fartøjet, angives ved pæletræk, er kN (SI-enhed) eller masseenheden ton.